# Stones Throw Records
Stones Throw Records är ett amerikanskt indieskivbolag som grundades 1996 av Chris Manak, mer känd som Peanut Butter Wolf, för att publicera hans samarbete med hiphopartisten Charizma, som hade dött 20 år gammal tre år tidigare.

## Förknippade artister
- Aloe Blacc
- Arabian Prince
- Dam-Funk
- Guilty Simpson
- J Dilla
- Knxwledge (inklusive hans samarbetsprojekt NxWorries tillsammans med Anderson Paak)
- Lootpack
- Madlib (inklusive hans samarbetsprojekt Madvillain, Jaylib, Yesterdays New Quintet, Quasimoto och Lootpack)
- MF Doom